# Lethe insularis
Lethe insularis är en fjärilsart som beskrevs av Hans Fruhstorfer 1911. Lethe insularis ingår i släktet Lethe och familjen praktfjärilar. Inga underarter finns listade i Catalogue of Life.